# KFNB – Cyclop und Goliath
Die Dampflokomotiven Cyclop und Goliath waren Güterzuglokomotiven der KFNB mit der Achsformel 2'A. Sie wurden 1841 von Nasmyth, Gaskell & Co. an die KFNB  geliefert.
Die Lokomotiven ähnelten wohl der Adonis-Type und wurden von den von William Norris früher gelieferten Maschinen abgeleitet.
Die Maschinen wurden 1863 ausgemustert.